# Gigi Padovani
Gigi Padovani (Alba, 1953) è un giornalista, scrittore e gastronomo italiano.

## Biografia

### La professione giornalistica
Dopo gli esordi a l'Unità diventa redattore di riviste politiche, come Nuovasocietà, diretta da Saverio Vertone (quindicinale del quale è stato vicedirettore) è successivamente passato alla Gazzetta del Popolo e all'Agenzia Agl del gruppo Caracciolo, prima di essere assunto a La Stampa nel 1985, dove ha svolto ruoli di inviato per la politica interna e nell'ufficio dei redattori capo centrali. È giornalista professionista dall'8 giugno 1984. Vive a Torino con la moglie Clara, hanno avuto una figlia, Alice; nel 2017 è nata a Barcellona la nipotina Isabella e nel 2021 il nipote Alberto .
Per molti anni è stato in organismi elettivi dell'Ordine dei giornalisti del Piemonte e della Fnsi: ha contribuito alla stesura della Carta di Treviso, un protocollo firmato il 5 ottobre 1990 da Ordine dei giornalisti, Federazione nazionale della stampa italiana e Telefono azzurro con l'intento di disciplinare i rapporti tra informazione e infanzia, in difesa dei minori coinvolti nell'informazione.
Dal 1985 al 2011 ha lavorato a Torino presso il quotidiano La Stampa seguendo la politica interna e i fatti di costume con particolare focus, per alcuni anni, sull'infanzia, realizzando rubriche, inchieste e inserti come "I diritti dei bambini" (con l'Unicef, novembre '89) e "Il bambino dimenticato" (con Telefono Azzurro, novembre 1991). Negli Anni 90 ha collaborato con riviste per ragazzi e sull'infanzia, come "Child", "Peter Pan", "Il giornale dei bambini" (fondato da Mario Lodi, Edizioni Sonda). Nel 1993 pubblicò una ricerca realizzata con il sociologo Carlo Marletti ("L'infanzia in archivio). Dal gennaio 2008 è stato nell'ufficio dei redattori capo de La Stampa. Poi si è dedicato alla enogastronomia, con servizi su La Stampa, Specchio de La Stampa e alcune riviste. Dal novembre 2011 al dicembre 2017 è stato collaboratore di "Leggo" quotidiano free-press. Critico gastronomico per "La Guida" de L'Espresso dal 1999 al 2009, ha anche collaborato con la "Guida Critica e Golosa" diretta da Paolo Massobrio e con il settimanale L'espresso. Collabora alla rivista "Civiltà della Tavola".

### La carriera di scrittore
Ha pubblicato più di trenta libri e racconti, da solo o con la moglie Clara Vada Padovani, alcuni dei quali tradotti all'estero in sei lingue, a partire dal 1979. Il più recente è Storie di cioccolato a Torino e in Piemonte. Come narratori gastronomici sono stati definiti dal Corriere della Sera "la coppia fondente del food writing", per i molti volumi dedicati al cioccolato. Tra i successi internazionali, da ricordare Mondo Nutella, pubblicato nel 2014 e Slow Food International (con Carlo Petrini). La moglie Clara Vada Padovani è autrice a del libro Passione Nutella (Giunti) tradotto in quattro lingue.
Sempre con la moglie ha curato il programma di degustazioni e cene della festa torinese "CioccolaTò" nel febbraio 2008 e nel marzo 2009 e ha più volte creato eventi di cultura gastronomica per il Salone del Libro e il Circolo dei Lettori di Torino. Per la Città di Torino e il Comitato Italia 150 ha curato la mostra "Il Buon Paese a tavola" nelle Ogr di Torino per le celebrazioni dei 150 anni dell'unità nazionale. Con Clara nel 2017 ha creato l'evento #tiramisuday, che si festeggia il 21 marzo - primo giorno di primavere - che è stato celebrato a New York, Trieste, e a Fico Eataly World di Bologna. Ha collaborato alla realizzazione di programmi di cultura del cibo per Taobuk a Taormina e per Fico di Bologna. 
Ha vinto alcuni premi: il premio Amade, assegnato dalla principessa Carolina di Monaco a Montecarlo, nel 1996, per l'impegno a favore dell'infanzia; il "Libri da gustare" e l'"Eurochocolate Award" nel 2000 per il libro "Gnam Storia sociale della Nutella; il "Nocciola d'oro" al Giffoni Film Festival per aver promosso l'agricoltura ecocompatibile nel 2005; il "Paracucchi 2007" dal Bancarella Cucina a Pontremoli per il volume "Conoscere il cioccolato"; Il premio "L'Italia delle tipicità enogastronomia e cultura" di Restipica e Associazione Italiana del Libro, nel 2013, per il libro "Street food all'italiana"; il Prix de la Littérature Gastronomique assegnato dall'Accademia internazionale della gastronomia nel 2017.

### L'Enogastronomia
È stato il primo direttore della rivista mensile enogastronomica "Barolo & Co", poi diretta da Elio Archimede e Giancarlo Montaldo. Critico gastronomico per "La Guida" de L'Espresso e dal 1999 al 2009 ha collaborato con la "Guida Critica e Golosa" diretta da Paolo Massobrio. Nel 2008 e nel 2009 ha collaborato, insieme con la moglie Clara Vada Padovani, critica gastronomica ed esperta di storia della cucina, al congresso e alla guida di cucina d'autore "Identità Golose". Sempre con la moglie ha curato il programma di degustazioni e cene della festa torinese "Cioccolatò" nel febbraio 2008 e nel marzo 2009.
È stato membro del Centro Studi dell'Accademia Italiana della Cucina dal settembre 2015 al settembre 2024. È stato nominato Accademico ad honorem di Torino Lingotto nel novembre 2019.
Come food teller ha partecipato a numerose trasmissioni televisive: La Prova del Cuoco, Rai Community di Rai Italia, Mi Manda Rai 3, Eat Parade, Tg2 Italia, Linea Verde Uno Mattina ecc
Con la moglie Clara cura un blog e un sito Internet in diverse lingue.

## Opere principali
- La liberazione di Torino (Sperling & Kupfer,1979, riedito nel 2022 da Edizioni del Capricorno[4])
- L'Europa a due velocità - Italia e CEE tra Nord e Sud (Stampatori, 1979)
- L'Informazione in Piemonte - con Luciano Conterno e Roberto Salvio (Eda 1980)
- Gnam Storia sociale della Nutella (Castelvecchi, 1999)
- La telefonata di ferragosto - racconto nel libro A me piace l'estate ma è così bello l'inverno  (Papillon, 2004)
- Nutella un mito italiano (Rizzoli, 2004)
- Slow Food Revolution - con Carlo Petrini (Rizzoli, 2005, tradotto in inglese e turco)
- Conoscere il cioccolato - con Clara Vada Padovani (Ponte alle Grazie, 2006)
- I baci del divorzio - racconto nel libro Le ricette del cuore (Blu Edizioni 2007)
- Gianduiotto mania - con Clara Vada Padovani (Giunti, 2007)
- Dolci del sole - con Salvatore De Riso e Clara Vada Padovani (Rizzoli, 2008 e 2013)
- Niko, Semplicità Reale - Con Niko Romito e Clara Vada Padovani (Giunti, 2009 e Il Sole 24 Ore, 2014)
- CioccolaTorino - con Clara Vada Padovani (Blu Edizioni, 2010)
- Italia Buon Paese - con Clara Vada Padovani (Blu Edizioni, 2011, due edizioni)
- Pane e Nutella - con Piergiorgio Giorilli e Clara Vada Padovani (2012)
- Street Food all'italiana - con Clara Vada Padovani (Giunti, 2013, due edizioni).
- Mondo Nutella (Rizzoli Etas 2014, tradotto in inglese, olandese, russo)
- Tiramisù. Storia, curiosità, interpretazioni del dolce italiano più amato (con Clara Vada Padovani, Giunti 2016)
- L'arte di bere il vino e vivere felici (Centauria 2016)
- L'ingrediente della felicità (Centauria, 2017)
- Slow Food. Storia di un'utopia possibile (con Carlo Petrini, Slow Food Editore e Giunti, 2017)
- Cioccolato sommelier  (White Star, 2019, in quattro lingue: italiano, francese, inglese, tedesco)
- Enciclopedia della nocciola (con Clara Vada Padovani e Irma Brizi, Mondadori Electa, 2019, due edizioni)
- La Liberazione di Torino. Aprile 1945: le sette giornate dell'insurrezione (Prefazione di Paolo Borgna, Edizioni del Capricorno 2022)
- Plasmon. La ricetta segreta che dal 1902 aiuta l'Italia a crescere (Con Clara Vada Padovani, Gribaudo, 2022)
- Storie di cioccolato a Torino e in Piemonte (Con Clara Vada Padovani, Edizioni del Capricorno, 2023)
- La grammatica del cioccolato e del cacao (Con Clara Vada Padovani, Gribaudo 2024)